# 2013 par pays en Afrique
Les évènements de l'année 2013 en Afrique. 

## Continent africain par trimestre

### Deuxième trimestre
- 18 juin : l'accord de Ouagadougou est signé entre la République du Mali et les groupes armés rebelles du MNLA et du HCUA.

## Continent africain par pays

### Afrique du Sud
- 5 décembre : mort de Nelson Mandela.

### Égypte
- 14 janvier : accident ferroviaire de Badrashin.
- 3 juillet : Mohamed Morsi, président élu en juin 2012, est renversé par l'armée et arrêté.
- 14 au 16 août : massacre de la place Rabia-El-Adaouïa au Caire.

### Gambie
- 2 octobre : annonce de retrait du Commonwealth

### Kenya
- 4 mars : élection présidentielle : Uhuru Kenyatta est élu.
- 21 septembre : attaque du centre commercial Westgate.

### Madagascar
- 25 octobre et 20 décembre : élection présidentielle.

### Nigeria
- 29 septembre : massacre de Gujba.

### Somalie
- 11 janvier : échec de l'opération de sauvetage de Buulo Mareer menée par l'armée française.

### Swaziland
- 20 septembre : élections législatives.

### Tunisie
- 6 février : assassinat de Chokri Belaïd.

### Zimbabwe
- 16 mars : référendum constitutionnel.
- 31 juillet : élection présidentielle, Robert Mugabe est réélu.